# Ігалі
Ігалі — село в Гумбетівському районі Дагестану.

## Історія
Населений пункт Ігалі тривалий час залишався театром бойових дій під час Кавказької війни, зокрема, тут у 1842 році відбулася Ічкеринська битва.  